# Madeleine Binsfeld
Madeleine Binsfeld (* 10. September 1947; † 21. Januar 2020; bürgerlich Madeleine Schumann-Binsfeld) war eine ehemalige Kinderdarstellerin.

## Leben
Binsfelds Filmdebüt war 1961 in der Märchenverfilmung Frau Holle – Das Märchen von Goldmarie und Pechmarie, in der sie an der Seite von Lucie Englisch (Frau Holle) die Rolle der Goldmarie spielte. Binsfeld verkörperte als Goldmarie die elternlose Nichte, die von ihrer Tante, der Witwe Berta (gespielt von Addi Adametz), aufgenommen wird. Die Darstellung der Goldmarie blieb Binsfelds einzige Filmarbeit. Sie lebte als Privatperson in Luxemburg und verstarb 2020 im Alter von 72 Jahren.
2024 erhielt sie posthum einen Cameo-Auftritt in der Komödie Chantal im Märchenland, in welchem eine Szene aus Frau Holle filmisch zitiert wurde.

## Filmografie
- 1961: Frau Holle
- 2024: Chantal im Märchenland (Archivaufnahmen)